# Temporada da Indy Lights de 2022
A Temporada da Indy Lights de 2022 foi a 36ª da história da categoria e a 20ª sancionada pela IndyCar. Teve como campeão o sueco Linus Lundqvist, da HMD Motorsports with Dale Coyne Racing. A Andretti Autosport foi a campeã entre as equipes, e o neozelandês Hunter McElrea foi o melhor estreante da temporada.
Foram  realizadas 14 provas (3 serão com rodadas duplas) entre os dias 27 de fevereiro (ruas de St. Petersburg, na Flórida) e 11 de setembro, em Laguna Seca.
Em 24 de setembro de 2021, foi anunciado que a IndyCar substituirá a Andersen Promotions como responsável pelo gerenciamento da Indy Lights., e também foi a última temporada como Indy Lights, que passa a se chamar Indy NXT a partir da temporada 2023.

## Equipes e pilotos
| Equipe                                   | No. | Pilotos               | Rodadas |
| ---------------------------------------- | --- | --------------------- | ------- |
| Abel Motorsports                         | 11  | Antonio Serravalle    | 1–2     |
| Abel Motorsports                         | 15  | Flinn Lazier          | 12–14   |
| Abel Motorsports                         | 51  | Jacob Abel R          | Todas   |
| Abel Motorsports                         | 61  | Ryan Phinny           | 3–6     |
| Andretti Autosport                       | 2   | Sting Ray Robb        | Todas   |
| Andretti Autosport                       | 27  | Hunter McElrea RY     | Todas   |
| Andretti Autosport                       | 28  | Christian Rasmussen R | Todas   |
| Andretti Autosport                       | 83  | Matthew Brabham       | Todas   |
| Force Indy                               | 99  | Ernie Francis Jr. R   | Todas   |
| Global Racing Group with HMD Motorsports | 24  | Benjamin Pedersen     | Todas   |
| HMD Motorsports with Dale Coyne Racing   | 7   | Christian Bogle       | Todas   |
| HMD Motorsports with Dale Coyne Racing   | 11  | Antonio Serravalle    | 3–9     |
| HMD Motorsports with Dale Coyne Racing   | 11  | James Roe Jr. R       | 10–11   |
| HMD Motorsports with Dale Coyne Racing   | 11  | Nolan Siegel          | 13–14   |
| HMD Motorsports with Dale Coyne Racing   | 21  | Kyffin Simpson R      | 9–14    |
| HMD Motorsports with Dale Coyne Racing   | 26  | Linus Lundqvist       | Todas   |
| HMD Motorsports with Dale Coyne Racing   | 59  | Manuel Sulaimán       | 1–2     |
| HMD Motorsports with Dale Coyne Racing   | 68  | Danial Frost          | Todas   |
| TJ Speed Motorsports                     | 12  | James Roe Jr.         | 1–9     |
| TJ Speed Motorsports                     | 21  | Kyffin Simpson        | 1–8     |

## Calendário
| Prova | Data              | Nome da Corrida | Circuito                              | Local                   |
| ----- | ----------------- | --------------- | ------------------------------------- | ----------------------- |
| 1     | 27 de fevereiro   | TBA             | R Ruas de St. Petersburg              | St. Petersburg, Flórida |
| 2     | 1 de maio         | TBA             | R Barber Motorsports Park             | Birmingham, Alabama     |
| 3     | 13–14 de maio     | TBA             | R Indianapolis Motor Speedway (misto) | Speedway, Indiana       |
| 4     | 13–14 de maio     | TBA             | R Indianapolis Motor Speedway (misto) | Speedway, Indiana       |
| 5     | 4–5 de junho      | TBA             | R The Raceway at Belle Isle Park      | Detroit, Michigan       |
| 6     | 4–5 de junho      | TBA             | R The Raceway at Belle Isle Park      | Detroit, Michigan       |
| 7     | 12 de junho       | TBA             | R Road America                        | Elkhart Lake, Wisconsin |
| 8     | 3 de julho        | TBA             | R Mid-Ohio Sports Car Course          | Lexington, Ohio         |
| 9     | 23 de julho       | TBA             | O Iowa Speedway                       | Newton, Iowa            |
| 10    | 7 de agosto       | TBA             | R Nashville Street Circuit            | Nashville, Tennessee    |
| 11    | 20 de agosto      | TBA             | O World Wide Technology Raceway       | Madison, Illinois       |
| 12    | 4 de setembro     | TBA             | R Portland International Raceway      | Portland, Oregon        |
| 13    | 10–11 de setembro | TBA             | R WeatherTech Raceway Laguna Seca     | Monterey, Califórnia    |
| 14    | 10–11 de setembro | TBA             | R WeatherTech Raceway Laguna Seca     | Monterey, Califórnia    |
|       |                   |                 |                                       |                         |

## Classificação
Sistema de pontuação
| Posição | 1º | 2º | 3º | 4º | 5º | 6º | 7º | 8º | 9º | 10º | 11º | 12º | 13º | 14º | 15º | 16º | 17º | 18º | 19º | 20º |
| Pontos  | 50 | 40 | 35 | 32 | 30 | 28 | 26 | 24 | 22 | 20  | 19  | 18  | 17  | 16  | 15  | 14  | 13  | 12  | 11  | 10  |

- O piloto que larga na pole-position ganha um ponto extra.
- Cada piloto que liderar pelo menos uma volta recebe um ponto extra.
- O piloto que liderar o maior número de voltas também recebe um ponto de bonificação.
- O piloto que marcar a volta mais rápida da prova também ganha um ponto extra.

| 1    | Linus Lundqvist       | 3    | 1L* | 5L  | 1L* | 1L* | 1L* | 4   | 3   | 4L  | 11L* | 2L* | 3   | 6      | 4   | 575 |
| 2    | Sting Ray Robb        | 4    | 3   | 3   | 3   | 11  | 3   | 2L  | 5   | 5   | 2    | 6   | 6   | 1L*    | 2   | 483 |
| 3    | Matthew Brabham       | 1L   | 7   | 10  | 9   | 3   | 4   | 6   | 2   | 3   | 4    | 1L  | 2   | 8      | 3   | 471 |
| 4    | Hunter McElrea RY     | 14L  | 12  | 2L  | 6   | 12  | 2   | 3   | 1L* | 1L* | 3    | 5   | 5   | 3      | 8   | 460 |
| 5    | Benjamin Pedersen     | 2    | 2   | 11  | 4   | 2   | 6   | 11  | 6   | 9   | 6    | 3   | 1L* | 5      | 6   | 444 |
| 6    | Christian Rasmussen R | 12L* | 11  | 4L  | 2   | 13  | 13  | 1L* | 4   | 2   | 5    | 12  | 7   | 2      | 1L* | 440 |
| 7    | Danial Frost          | 5    | 4   | 1L* | 7   | 10  | 5   | 8   | 13  | 7   | 10   | 4   | 10  | 7      | 7   | 382 |
| 8    | Jacob Abel R          | 10   | 6   | 8   | 5   | 14  | 12  | 5   | 11  | 6   | 9    | 7   | 4   | 4      | 5   | 355 |
| 9    | Kyffin Simpson R      | 11   | 5   | 12  | 8   | 5   | 7   | 9   | 9   | 11  | 8    | 10  | 9   | 12     | 12  | 312 |
| 10   | Ernie Francis Jr. R   | 7    | 8   | 9   | 10  | 9   | 10  | 10  | 10  | 8   | 11   | 9   | 8   | 11     | 13  | 299 |
| 11   | Christian Bogle       | 9    | 14  | 7   | 14  | 4   | 14  | 12  | 7   | 10  | 7    | 11  | 11  | 9      | 10  | 298 |
| 12   | James Roe Jr. R       | 13   | 13  | 13  | 13  | 7   | 9   | 7   | 12  | 13  | 12   | 8   |     |        |     | 219 |
| 13   | Antonio Serravalle    | 8    | 9   | 6   | 11  | 6   | 8   | 13  | 8   | 12  |      |     |     |        |     | 204 |
| 14   | Ryan Phinny           |      |     | 14  | 12  | 8   | 11  |     |     |     |      |     |     |        |     | 77  |
| 15   | Flinn Lazier          |      |     |     |     |     |     |     |     |     |      |     | 12  | 13     | 11  | 54  |
| 16   | Manuel Sulaimán R     | 6    | 10  |     |     |     |     |     |     |     |      |     |     |        |     | 48  |
| 17   | Nolan Siegel          |      |     |     |     |     |     |     |     |     |      |     |     | 10     | 9   | 42  |
| Pos. | Piloto                | STP  | STP | ALA | IMS | IMS | DET | DET | MOH | ROA | NSH  | POR | LAG | Pontos |     |     |

| 1    | Linus Lundqvist       | 3    | 1L* | 5L  | 1L* | 1L* | 1L* | 4   | 3   | 4L  | 11L* | 2L* | 3   | 6      | 4   | 575 |
| 2    | Sting Ray Robb        | 4    | 3   | 3   | 3   | 11  | 3   | 2L  | 5   | 5   | 2    | 6   | 6   | 1L*    | 2   | 483 |
| 3    | Matthew Brabham       | 1L   | 7   | 10  | 9   | 3   | 4   | 6   | 2   | 3   | 4    | 1L  | 2   | 8      | 3   | 471 |
| 4    | Hunter McElrea RY     | 14L  | 12  | 2L  | 6   | 12  | 2   | 3   | 1L* | 1L* | 3    | 5   | 5   | 3      | 8   | 460 |
| 5    | Benjamin Pedersen     | 2    | 2   | 11  | 4   | 2   | 6   | 11  | 6   | 9   | 6    | 3   | 1L* | 5      | 6   | 444 |
| 6    | Christian Rasmussen R | 12L* | 11  | 4L  | 2   | 13  | 13  | 1L* | 4   | 2   | 5    | 12  | 7   | 2      | 1L* | 440 |
| 7    | Danial Frost          | 5    | 4   | 1L* | 7   | 10  | 5   | 8   | 13  | 7   | 10   | 4   | 10  | 7      | 7   | 382 |
| 8    | Jacob Abel R          | 10   | 6   | 8   | 5   | 14  | 12  | 5   | 11  | 6   | 9    | 7   | 4   | 4      | 5   | 355 |
| 9    | Kyffin Simpson R      | 11   | 5   | 12  | 8   | 5   | 7   | 9   | 9   | 11  | 8    | 10  | 9   | 12     | 12  | 312 |
| 10   | Ernie Francis Jr. R   | 7    | 8   | 9   | 10  | 9   | 10  | 10  | 10  | 8   | 11   | 9   | 8   | 11     | 13  | 299 |
| 11   | Christian Bogle       | 9    | 14  | 7   | 14  | 4   | 14  | 12  | 7   | 10  | 7    | 11  | 11  | 9      | 10  | 298 |
| 12   | James Roe Jr. R       | 13   | 13  | 13  | 13  | 7   | 9   | 7   | 12  | 13  | 12   | 8   |     |        |     | 219 |
| 13   | Antonio Serravalle    | 8    | 9   | 6   | 11  | 6   | 8   | 13  | 8   | 12  |      |     |     |        |     | 204 |
| 14   | Ryan Phinny           |      |     | 14  | 12  | 8   | 11  |     |     |     |      |     |     |        |     | 77  |
| 15   | Flinn Lazier          |      |     |     |     |     |     |     |     |     |      |     | 12  | 13     | 11  | 54  |
| 16   | Manuel Sulaimán R     | 6    | 10  |     |     |     |     |     |     |     |      |     |     |        |     | 48  |
| 17   | Nolan Siegel          |      |     |     |     |     |     |     |     |     |      |     |     | 10     | 9   | 42  |
| Pos. | Piloto                | STP  | STP | ALA | IMS | IMS | DET | DET | MOH | ROA | NSH  | POR | LAG | Pontos |     |     |

| Cor         | Resultado                       |
| ----------- | ------------------------------- |
| Ouro        | Vencedor                        |
| Prata       | 2º lugar                        |
| Bronze      | 3º lugar                        |
| Verde       | Entre 4º e 5º lugar             |
| Azul-claro  | Entre 6º e 10º lugar            |
| Azul-escuro | Fora do Top-10                  |
| Roxo        | Não completou a corrida         |
| Vermelho    | Não-classificado (DNQ)          |
| Marrom      | Desistiu (Wth)                  |
| Preto       | Desclassificado (DSQ)           |
| Branco      | Não largou (DNS)                |
|             | Não participou da corrida (DNP) |
|             |                                 |

| In-line notation |                                                |
| Negrito          | Pole position (1 ponto)                        |
| Itálico          | Volta mais rápida (1 ponto)                    |
| *                | Liderou o maior número de voltas (1 ponto)     |
| 1                | Treino cancelado Pontuação extra não atribuída |
| Rookie           |                                                |